# Bath Township (Allen County, Ohio)
Bath Township ist eines von zwölf Townships des Allen Countys im US-Bundesstaat Ohio. Nach der Volkszählung im Jahr 2020 waren hier 9399 Einwohner registriert.

## Geografie
Bath Township liegt etwas östlich des geografischen Zentrums des Allen Countys im Nordwesten von Ohio und grenzt im Uhrzeigersinn an die Townships: Monroe Township, Richland Township, Jackson Township, Auglaize Township, Perry Township, Shawnee Township, American Township und Sugar Creek Township.

## Verwaltung
Das Township wird durch ein Board of Trustees, bestehend aus drei gewählten Mitgliedern, verwaltet. Zwei Personen werden jeweils im Jahr nach der Präsidentschaftswahl gewählt und eine jeweils im Jahr davor. Die Amtszeit dauert in der Regel vier Jahre und beginnt jeweils am 1. Januar. Daneben gibt es noch einen Township Clerk (Schriftführer), der ebenfalls im Jahr vor der Präsidentschaftswahl auf eine vierjährige Amtszeit gewählt wird. Dessen Amtszeit beginnt jeweils am 1. April.